# Gamba (cràter)
Gamba és un cràter de l'asteroide del tipus Amor (433) Eros, situat amb el sistema de coordenades planetocèntriques a -20.6 ° de latitud nord i 54.1 ° de longitud est. Fa un diàmetre de 1.3 km. El nom va ser fet oficial per la UAI l'any 2003 i fa referència a Marina Gamba (c. 1570-1612), amant i mare de tres fills de Galileo Galilei.